# Tanja Leu Enevoldsen
Tanja Leu Enevoldsen er en dansk tv-vært, der i sommeren 2009 debuterede som vært i tv-programmet Livepigen Jackpot på Kanal 23.
Nogle uger efter programmets start begyndte hun at bruge kunstnernavnet "Tanja Lee" .
Hun har tidligere medvirket som gæsteinstruktør i Comedy Fight Club på TV 2 Zulu
Hun har medvirket i "6 på Date" på TV3.
Formand for Lady Entourage logen administreret af Promoters.
Bosat i Schweiz og arbejder som coach og konsulent. [kilde mangler]